# 大竹夕魅
大竹 夕魅（おおたけ ゆみ、1974年7月30日 - ）は、東京都町田市出身の元女子サッカー選手。旧芸名：大竹 由美（旧姓の本名、読みは同じ）。元U-21日本代表。元日本代表選手の大竹七未（旧芸名・奈美）は双子の姉。夫は元プロサッカー選手で元ヴィッセル神戸監督の三浦淳寛。

## 来歴
8歳の頃から姉・奈美と共にサッカーを始める。当時から双子の女子サッカー選手として周囲の注目を集めた。1989年4月、姉妹揃って読売日本サッカークラブ・ベレーザ（現日テレ・ベレーザ）に入団。当初はフォワードを務めたが、のちにウイングバックに転向。1991年にはU-21日本代表に選出されるなど活躍したが、1992年に18歳で現役を引退した。のちに、当時は常に姉と比較される精神的重圧があり、また人間関係にも悩んでいたと告白している。
引退後しばらくサッカーから遠ざかっていたが、姉が現役を退いた2001年頃から再び女子サッカーに携わり、サッカー教室などで指導に当たる傍ら、テレビのサッカー中継でレポーターとしても活動した。2003年、サッカー選手の三浦淳宏（現・三浦淳寛）と結婚。2人とも背番号が同じ6番であったことが話題になる。結婚後は「アスリートの妻」として各メディアに度々顔を出し、引退後サッカー解説者として活動する姉と共に、再び姉妹で女子サッカーの普及に尽力している。
結婚後出演したバラエティ番組『ジャンクSPORTS』（フジテレビ系）では、夫のノロケ話を披露し「アツくん」と呼んでいることを公表。その一方で、自身も元選手であることから食事など私生活面でのサポートはしっかり行っているようで、三浦も各所で夫人への感謝の言葉を述べている。
また、前述の番組に姉妹揃って出演した際、奈美が「妹はエスパーである」と証言。由美本人も、選手時代姉がパスを出して欲しい場所がわかっていたことや、当たりくじ付きのお菓子は開けなくても当たりが見える、と語った。
So-netのサッカー情報サイト "Football Weekly" にて、コラム『大竹ツインズ的、女子サッカーのすすめ』を「大竹由美」名義で寄稿している（閲覧には要会員登録、外部リンク参照）。
2009年7月、名を「夕魅」に改めた。ちなみに夫の三浦も、2011年の現役引退を機に、活動上の名義を「淳宏」から「淳寛」に変えている。同じく、姉の奈美、その夫の弦巻健人も風水師・直居由美里の命名により改名している。
2011年1月16日に第1子（長女）を出産。

## 個人成績
| 国内大会個人成績 | 国内大会個人成績                   | 国内大会個人成績 | 国内大会個人成績 | 国内大会個人成績             | 国内大会個人成績 | 国内大会個人成績 | 国内大会個人成績 | 国内大会個人成績 | 国内大会個人成績 | 国内大会個人成績 | 国内大会個人成績 |
| 年度             | クラブ                             | 背番号           | リーグ           | リーグ戦                     | リーグ戦         | リーグ杯         | リーグ杯         | オープン杯       | オープン杯       | 期間通算         | 期間通算         |
| 年度             | クラブ                             | 背番号           | リーグ           | 出場                         | 得点             | 出場             | 得点             | 出場             | 得点             | 出場             | 得点             |
| 日本             | 日本                               | 日本             | 日本             | リーグ戦                     | リーグ戦         | リーグ杯         | リーグ杯         | 皇后杯           | 皇后杯           | 期間通算         | 期間通算         |
| ---------------- | ---------------------------------- | ---------------- | ---------------- | ---------------------------- | ---------------- | ---------------- | ---------------- | ---------------- | ---------------- | ---------------- | ---------------- |
| 1989             | 読売サッカークラブ女子・ベレーザ   | 15               | JLSL             | 10                           | 2                |                  |                  |                  |                  |                  |                  |
| 1990             | 読売サッカークラブ女子・ベレーザ   | 13               | JLSL             | 3                            | 0                |                  |                  |                  |                  |                  |                  |
| 1991             | 読売サッカークラブ女子・ベレーザ   | 13               | JLSL             | 7                            | 1                |                  |                  |                  |                  |                  |                  |
| 1992             | 読売日本サッカークラブ女子ベレーザ | 13               | JLSL             |                              |                  |                  |                  |                  |                  |                  |                  |
| 総通算           | 総通算                             | 総通算           | 総通算           | \|\|\|\|\|\|\|\|\|\|\|\|\|\| |                  |                  |                  |                  |                  |                  |                  |